# BAMBOO BEAT/STAR RISE
「BAMBOO BEAT/STAR RISE」（バンブービート／スターライズ）は、2007年11月28日にFlyingDogから発売された両A面シングル。

## 概要
テレビアニメ『バンブーブレード』のオープニングテーマ及びエンディングテーマを収録したCD。
ボーカルのレコーディングは全員別に行われ、『BAMBOO BEAT』では桑原鞘子役の小島幸子が最初にレコーディングし、宮崎都役の桑島法子が最後に録った。逆に『STAR RISE』では桑島が先にレコーディングされ、小島が最後となった。
特典としてオリジナルロゴステッカーが付属されている。また、バンブーブレード応援店舗加盟店で購入すると、歌い手5人のキャラクターイラストが描かれた手ぬぐいが付属する。いずれも先着順である。
収録曲『STAR RISE』のサビ部分「I'm calling the Star Rise」が「あんこ入りパスタライス」と聞こえることがネット上で話題となった。一部のブログや動画共有サイトでは、実際に「あんこ入りパスタライス」なる物を製作し掲載するところもあった。この現象に関しては、同アニメの関連ラジオ番組『ラジオ・バンブーブレード〜文武両道!』においてパーソナリティらも触れていること、番組とDVDのCMである「ふぁんふ～ふふぇ～ふぉ」や原作62話（単行本第7巻119ページ）に「あんこ入りパスタライス」が登場したこと、アニメ第16話において「あんこ入りコロッケ」が登場したことなどから公式にネタ化されているようである。また、動画共有サイトでは「あんこ入り☆パスタライス」といったように「☆」が入る表記が多く使われる。2015年にはニコニコ超会議2015のフードコートで実際に食べることができる「あんこ入りパスタライス」が販売された。
COUNT DOWN TVにて紹介された際、『STAR RISE』の曲名が『STAR RIDE』に、また桑島法子の名前が桑島紀子と誤って表示されていた。公式サイトのCD情報では修正されているものの、ランキング情報では未だに曲名が『STAR RIDE』と表記されている。
アニメのオリジナルサウンドトラック『バンブーブレード O.S.T.』にも、両曲共、オリジナルバージョンで収録されている。
歌唱メンバーの一人である宮崎都役の桑島法子が歌うソロバージョンが、両曲共に2015年に発売したベストアルバム「HouKo ChroniCle」に収録されている。

## 収録曲
1. BAMBOO BEAT [3:38]
作詞：河井英里、作曲：Koma2 Kaz
  - テレビアニメ『バンブーブレード』オープニングテーマ
2. STAR RISE [3:49]
作詞：河井英里、作曲：Koma2 Kaz
  - テレビアニメ『バンブーブレード』エンディングテーマ
3. BAMBOO BEAT （instrumental）
4. STAR RISE （instrumental）